# Gadstrup
Gadstrup – miasto w Danii, w regionie Zelandia, w gminie Roskilde.